# Miho Kaneda
Miho Kaneda (jap. 金田 美保, Kaneda Miho) ist eine ehemalige japanische Fußballspielerin.

## Karriere
Kaneda wurde 1981 in den Kader der japanischen Nationalmannschaft berufen und kam bei der Fußball-Asienmeisterschaft der Frauen 1981 zum Einsatz. Insgesamt hat sie fünf Länderspiele für Japan bestritten.